# Mixoma
Mixoma é um tumor benigno  originado do tecido conectivo do coração. É o tumor primário mais comum do coração, afetando pacientes com idade entre 30 e 60 anos. É mais comum em mulheres. Cerca de 70 por cento se originam no interior do átrio esquerdo, cerca de 30 por cento no átrio direito e menos de 1 por cento nos ventrículos.

## Causas
A causa geralmente é desconhecida. Tumores originados no coração são raros (primários), mas dentre eles os mixomas são os mais comuns. Cerca de 10 por cento são genéticos.

## Sinais e sintomas
Os sintomas de um mixoma são os mesmos de uma estenose aórtica, e podem incluir:
- Dificuldade respiratória enquanto deitado;
- Dor torácica opressiva;
- Tontura;
- Desmaio;
- Sensação de sentir o batimento cardíaco (palpitações);
- Falta de ar depois de atividade física;

Quanto maior o tumor piores os sintomas. Sem tratamento podem produzir embolos (pedaços do tumor fluindo no sangue). Outras possíveis complicações incluem arritmia, obstrução da válvula mitral e edema pulmonar. Como é benigno, raramente se torna maligno e faz metástase.

## Diagnóstico
Pode ser detectado por exames de imagem como:
- Raio-X do tórax
- Tomografia computadorizada do tórax
- Eletrocardiograma
- Ecocardiograma
- Ressonância magnética
- Angiografia

## Tratamento
Uma cirurgia é necessária para remover o tumor. Os mixomas devem ser removidos com margem de 5mm ou podem regredir se não forem completamente removidos. O septo é reparado usando tecido do pericárdio. Ecografias devem ser feitas anualmente por cinco anos após a cirurgia para verificar se o mixoma não voltou a crescer. A taxa de sobrevivência para esta operação é excelente.